# Martin Hurkens
Martin Hurkens (Schinveld, 16 december 1953) is een Nederlandse operazanger die in 2010 het derde seizoen van Holland's Got Talent won.

## Discografie
| Album met eventuele hitnotering(en) in de Nederlandse Album Top 100 | Datum van verschijnen | Datum van binnenkomst | Hoogste positie | Aantal weken | Opmerkingen                           |
| ------------------------------------------------------------------- | --------------------- | --------------------- | --------------- | ------------ | ------------------------------------- |
| Sognare                                                             | 19-11-2010            | 27-11-2010            | 25              | 12           | als Martin met Guido's Orchestra/Goud |
| Passione                                                            | 22-12-2017            |                       |                 |              | eigentijdse bewerkingen van pop songs |